# Колектив авторів
Колектив авторів — це група авторів, які спільно пишуть тексти і не цінують індивідуальне авторське право.
Приклади таких груп:
- Колектив AJAR
- Ву Мін (Італія)

Окрім письменницьких колективів, існують групи письменників, які обмінюються думками один з одним, а іншим чином працюють індивідуально, як-от Група 47.